# Мезолит на тлу Србије
Мезолит на тлу Србије (средње камено доба) је праисторијски период који представља прелаз између палеолита (старијег каменог доба) и неолита (млађег каменог доба). На територији данашње Републике Србије, овај период оквирно траје од краја последњег леденог доба, око 10.000 година пре нове ере, до почетка неолита, око 6500/6000. године пре нове ере. Мезолит карактеришу значајне климатске промене, прилагођавање људских заједница новом окружењу, промене у ловачко-сакупљачкој привреди и појава специфичних културних израза, од којих је најпознатија култура Лепенског вира у Ђердапској клисури.

## Хронологија и климатске промене
Мезолит почиње са завршетком последњег глацијала (Вирмско ледено доба) и почетком холоцена, око 10.000 година п. н. е. Овај период обележен је отопљавањем климе, повлачењем глечера, порастом нивоа мора и ширењем густих шума на просторима које је раније заузимала тундра и степа. Ове промене су довеле до изумирања крупне плеистоценске фауне (мамут, вунасти носорог) и повећања значаја мањих шумских животиња, рибе, птица и биљних плодова у исхрани. Људске заједнице су морале да прилагоде своје стратегије преживљавања новим условима.

## Културе и главна налазишта
Најзначајнија и најбоље истражена мезолитска налазишта у Србији налазе се у области Ђердапске клисуре на Дунаву. Ова област је пружала изузетно повољне услове за живот (обиље рибе, дивљачи, шума).

### Културе Ђердапа
У Ђердапу се развила специфична мезолитска култура, често називана културом Лепенског вира у ширем смислу, која обухвата низ локалитета са сличним карактеристикама.
- Лепенски вир: Најпознатије налазиште, истраживано од 1965. до 1971. године под руководством професора Драгослава Срејовића. Откривено је седам сукцесивних насеља (Прото-Лепенски вир, Лепенски вир Iа-е, Лепенски вир II) која датирају од око 9500. до 5500. године п. н. е. (са мезолитским слојевима који трају до око 6300/6000. п. н. е.).[3] Карактеришу га трапезоидна станишта са каменим огњиштима и подовима од црвенкастог кречњачког малтера, специфични ритуални сахрањивања и монументалне камене скулптуре риболиких божанстава или предака.[4]
- Власац: Налазиште у близини Лепенског вира, истраживано 1970–1971. године. Откривени су остаци станишта, бројни гробови са разноврсним прилозима (накит од кости, зуба животиња, шкољки), као и остаци фауне који указују на значај лова и риболова. Власац је пружио важне податке о начину живота, исхрани, ритуалима и антропологији мезолитских заједница.[5]
- Падина: Још један значајан локалитет у Ђердапу, са остацима насеља и некрополама.

Ове локације показују висок степен адаптације на речно окружење и развој полуседелачког или седелачког начина живота још у мезолиту.

### Остала мезолитска налазишта у Србији
Иако је Ђердапска регија најпознатија, трагови мезолитских заједница пронађени су и у другим деловима Србије. Истраживања у Сићевачкој клисури (нпр. пећина Пештерија) указују на присуство мезолитских ловаца-сакупљача и изван Ђердапа. Ови налази су важни за разумевање ширења и регионалних карактеристика мезолитских култура.

## Материјална култура
Материјалну културу мезолита карактерише употреба камена, кости и рога за израду алатки и оружја.
- Индустрија камена: Јављају се микролити – мале камене алатке геометријских облика (троуглови, трапези, сегменти) које су коришћене као врхови стрела, харпуна или умеци у дрвеним и коштаним дршкама. Наставља се и употреба већих алатки попут гребача, стругача и секира прилагођених обради дрвета.
- Индустрија кости и рога: Израђују се харпуни, удице, шила, игле и други предмети, што указује на значај риболова и обраде коже.

У касном мезолиту, на неким локалитетима (посебно у Ђердапу), могу се појавити и први експерименти са грнчаријом, што најављује прелазак ка неолиту, али то је још увек предмет дебате међу археолозима.

## Уметност и духовна култура
Најимпресивнији уметнички израз мезолита на тлу Србије представљају монументалне камене скулптуре са Лепенског вира. То су облуци пешчара украшени урезаним геометријским мотивима (спирале, меандри) или антропоморфним и риболиким представама, које се тумаче као прикази божанстава или предака везаних за реку и риболов.
Духовну културу одражавају и ритуали сахрањивања. На Власцу и у Лепенском виру откривене су некрополе са различитим типовима гробова (испружени, згрчени положај покојника), често са гробним прилозима (накит, оруђе), што указује на развијена погребна веровања.

## Начин живота и привреда
Мезолитске заједнице у Србији биле су прилагођене ловачко-сакупљачком начину живота у измењеним постглацијалним условима.
- Привреда: Основа привреде био је лов на шумску дивљач (јелен, дивља свиња, срна), интензиван риболов (посебно у Ђердапу, где су се ловиле велике рибе попут моруне) и сакупљање биљних плодова, семена и корења.
- Насеља: У Ђердапу су насеља била дуготрајна, са чврстим стаништима трапезоидне основе (Лепенски вир), што указује на седелачки или полуседелачки начин живота. Изван Ђердапа, насеља су вероватно била привременијег карактера, у складу са сезонским кретањима и доступношћу ресурса.

## Прелаз ка неолиту
Мезолитске заједнице на тлу Србије, посебно у Ђердапу, имале су важну улогу у процесу неолитизације – преласка на производни начин живота (земљорадња и сточарство). Постоје докази о контакту мезолитских домородаца са првим неолитским земљорадницима (носиоцима Старчевачке културе) и постепеном прихватању неолитских иновација (грнчарија, гајење биљака, припитомљавање животиња) током касног VII и почетка VI миленијума п. н. е. Култура Лепенског вира у својим каснијим фазама (Лепенски вир II) показује јасне елементе неолитизације.

## Значај и истраживања
Налазишта мезолита у Србији, посебно култура Лепенског вира, имају светски значај за разумевање адаптације људских заједница на постглацијалне услове, развоја седелачког начина живота пре појаве земљорадње, као и процеса неолитизације у Европи. Истраживања ових локалитета допринела су значајним открићима о праисторијској уметности, ритуалима и друштвеној организацији. Кључни истраживачи који су допринели познавању мезолита у Србији су Драгослав Срејовић, Загорка Летица, Ивана Радовановић, Душан Борић и други.